# Frank Reich
Pour les articles homonymes, voir Reich.
(en) Statistiques sur pro-football-reference
Frank Reich (né le 4 décembre 1961 à Freeport dans l'État de New York aux États-Unis) est un joueur et entraîneur américain de football américain.  
Entre 1985 et 1998, il a joué au poste de quarterback dans la National Football League (NFL) pour les franchises des Bills de Buffalo, des Panthers de la Caroline, des Jets de New York et des Lions de Détroit. 
Il opte pour une carrière d'entraîneur dès 2008. En 2023, il devient entraîneur principal des Panthers de la Caroline mais est remercie en novembre de la même année. 

## Biographie
Après une carrière universitaire avec les Terrapins de l'université du Maryland, il est sélectionné par les Bills de Buffalo lors de la draft 1985 de la NFL. Il passe la majorité de sa carrière professionnelle comme quarterback remplaçant à Jim Kelly chez les Bills. Néanmoins, il est un des auteurs de la plus grande remontée de l'histoire de la NFL en aidant son équipe à surmonter un déficit de 32 points lors d'un match éliminatoire contre les Oilers de Houston en 1993. Il a également été membre des Panthers de la Caroline, des Jets de New York et des Lions de Détroit.
Après sa carrière de joueur, il devient entraîneur et occupe différents postes d'assistant de 2008 à 2017, dont notamment celui de coordinateur offensif pour les Chargers de San Diego puis les Eagles de Philadelphie, avec lesquels il remporte le Super Bowl LII. En 2018, il devient l'entraîneur principal des Colts d'Indianapolis. Il occupe ce poste jusqu'à son renvoi en cours de saison 2022.
Nommé à la tête des Panthers de la Caroline pour la saison 2023 de la NFL, Reich ne parvient pas à relancer la franchise, affichant un bilan de 1-10. Considéré comme un « cerveau offensif », l'entraîneur ne profite pas de l'arrivée de Bryce Young, premier choix de la draft 2023 de la NFL, et est libéré le 27 novembre 2023.